# Андрій Линевський
Андрі́й Лине́вський (?  – 5 квітня 1661)  – руський (український) шляхтич з волинського панського роду Линевських, власного гербу Линевських. Державний діяч у Волинському воєводстві Речі Посполитої. 

## Відомості про рід
Відомо, що родина Линевських власного гербу мешкала в селі Линів Луцького повіту. Найдавнішим з відомих представників цього роду згадується Василь Федорович Линевський. У 1528 році виставляв на службу до війська ВКЛ 3-х коней. Наталя Яковенко відносить Линевських до категорії середніх землевласників. На 1629 рік за представниками цього роду на Волині нараховувалося 6 сіл, що дорівнювало 126 димам.

## Кар'єра
Андрій Линевський у 1626 році був депутатом від Волинського воєводства на радомський Трибунал. Упродовж 1634 –1636 років обіймав уряд волинського підстолія. З 1636 по1644 рік – луцький земський підсудок. Був послом на сейм від Волинського воєводства у 1630, 1638, 1642, 1661 роках. Підписав елекційні листи королів Владислава IV та Яна ІІ Казимира. Серед актових записів, що збереглися до нашого часу найбільше відомий як суддя земський луцький. Обіймав цю посаду з 1644 по 1661 рік, включно під час Хмельниччини.

## Сім'я
Відомо, що Андрій Линевський мав якнайменше три шлюби. Перший з Олександрою Орловською (на 1624), другий з Ядвігою Парис (вдовою Петра Бабинського, на 1652) та третій з Маріанною Лисаковською. Також відомо, що мав шістьох дітей, материнська приналежність яких потребує детального дослідження. Діти – один син та п'ять доньок:
- Стефан Линевський – хорунжий парнавський (на 1659) у шлюбі з Теофілою Лісовською.
- Констанція Линевська.
- Христина Линевська.
- Теофіла (або Богумила) Линевська.
- Маріанна Линевська, у шлюбі за писарем земським володимирським Франциском Чапським.
- Олександра Линевська, у шлюбі за кременецьким земським суддею (1670 - 1673) Самуелем Ледуховським[5].[6]